# Ryder Cup 1953
La 10ª edizione della Ryder Cup si tenne al Wentworth Club di Virginia Water, Surrey, Inghilterra, tra il 2 ed il 3 ottobre 1953.

## Formato
La Ryder Cup è un torneo match play, in cui ogni singolo incontro vale un punto. Dalla prima edizione fino al 1959, il formato consiste, il primo giorno, in incontri tra otto coppie, quattro per squadra, in "alternate shot" , mentre il secondo in otto singolari, per un totale di 12 punti; di conseguenza, per vincere la coppa sono necessari almeno 6½ punti. Tutti gli incontri sono giocati su un massimo di 36 buche.

## Squadre
Regno Unito
- Henry Cotton — capitano
- Harry Weetman
- Eric Brown
- Jimmy Adams
- Fred Daly
- Peter Alliss
- John Panton
- Bernard Hunt
- Harry Bradshaw
- Dai Rees
- Max Faulkner

 Stati Uniti
- Lloyd Mangrum — capitano
- Dave Douglas
- Ted Kroll
- Walter Burkemo
- Ed Oliver
- Sam Snead
- Jack Burke, Jr.
- Cary Middlecoff
- Jim Turnesa
- Fred Haas

## Risultati

### Incontri 4 vs 4 del venerdì
| Regno Unito (bandiera) | Risultati | Stati Uniti (bandiera) |
| ---------------------- | --------- | ---------------------- |
| Weetman/Alliss         | 2 & 1     | Douglas/Oliver         |
| Brown/Panton           | 8 & 7     | Mangrum/Snead          |
| Adams/Hunt             | 7 & 5     | Kroll/Burke            |
| Daly/Bradshaw          | 1 up      | Burkemo/Middlecoff     |
| 1                      | Sessione  | 3                      |
| 1                      | Totale    | 3                      |

### Singolari del sabato
| Regno Unito (bandiera) | Risultati | Stati Uniti (bandiera) |
| ---------------------- | --------- | ---------------------- |
| Dai Rees               | 2 & 1     | Jack Burke, Jr.        |
| Fred Daly              | 9 & 7     | Ted Kroll              |
| Eric Brown             | 2 up      | Lloyd Mangrum          |
| Harry Weetman          | 1 up      | Sam Snead              |
| Max Faulkner           | 3 & 1     | Cary Middlecoff        |
| Peter Alliss           | 1 up      | Jim Turnesa            |
| Bernard Hunt           | pareggio  | Dave Douglas           |
| Harry Bradshaw         | 3 & 2     | Fred Haas              |
| 4½                     | Sessione  | 3½                     |
| 5½                     | Totale    | 6½                     |